# Energiecontract
Een energiecontract is een overeenkomst tussen een energieleverancier en een afnemer van energie. 

## Contractsoorten
Er bestaan meerdere soorten energiecontracten, waaronder vaste, variabele en dynamische. Ook zijn er mengvormen, waarbij bijvoorbeeld gekozen wordt voor een vaste gasprijs en dynamische stroomtarieven. Welk soort contract gunstig is, of bij de afnemer past, is bij elk individu en elk huishouden anders.

### Vast energiecontract
Bij een vast energiecontract staan de tarieven gedurende de looptijd vast. De looptijd is vaak een of enkele jaren.

### Variabel energiecontract
Bij een variabel energiecontract kunnen leveranciers gedurende de looptijd de tarieven aanpassen. De prijzen fluctueren mee met de noteringen op de beurzen waar de leveranciers hun energie aankopen. De formule die gebruikt wordt om de variabele prijs te berekenen ligt vast voor de duur van het contract. Aanpassing van de tarieven gebeurt meestal twee keer per jaar, maar soms vaker, zoals maandelijks.

### Dynamisch energiecontract
Een dynamisch energiecontract is een vorm van een variabel energiecontract. Bij een dynamisch energiecontract verschilt de stroomprijs per uur en de gasprijs per dag. De prijzen schieten veelvuldig omhoog en omlaag. De energietarieven volgen de marktprijzen; ze zijn hoog als er veel vraag en weinig aanbod is, en laag als juist veel energie beschikbaar is. Rond het middaguur, als er veel zonnestroom is, zijn ze veelal lager dan 's ochtends of 's avonds rond etenstijd. Zo'n contract maakt het mogelijk om dagelijks energieverbruik af te stemmen op tarieven, maar de maandelijkse lasten zijn wel onzeker. Een dynamisch energiecontract kan in tijden van een energiecrisis voor grote financiële problemen zorgen.

## Populariteit

### In Nederland
Op 1 maart 2023 betaalde 70 procent van de huishoudens variabele prijzen. In december 2023 had 42 procent van de huishoudens een vast contract, 55 procent een variabel contract, en 3 procent een dynamisch contract. Het aantal huishoudens met een dynamisch energiecontract was toen ongeveer 250.000. Begin dat jaar waren er nog maar 72.000 dynamische contracten. Vanaf 2024 werd het vaste energiecontract weer de norm, en groeide het aantal vaste contracten met ongeveer 200.000 per maand. Begin januari 2024 had meer dan de helft van de huishoudens weer een vast contract voor stroom en gas.

### In België
Tussen 2015 en 2021 had ongeveer 25 procent van de consumenten een variabel elektriciteitscontract, en 40 procent een variabel gascontract. In het tweede kwartaal van 2024 waren dergelijke contracten gestegen tot respectievelijk 78 procent en 82 procent.

## Prijzen
Begin 2024 waren de prijsverschillen tussen leveranciers groot. In maart 2024 waarschuwde de Nederlandse Autoriteit Consument & Markt (ACM) consumenten om niet telefonisch energiecontracten af te sluiten, en pleitte voor een verbod op dergelijke verkoop, omdat zulke werving vaak misleidend is, en de contracten duur. In augustus 2024 constateerde de VREG dat bijna 30 procent van de Vlamingen niet wist wat voor soort energiecontract ze hadden.

### Energiecrisis en prijsplafond
Als gevolg van de Russische inval in Oekraïne begin 2022 en de energiecrisis die hier nauw mee samenhing doordat de handel tussen westerse landen en Rusland vrijwel volledig stokte, werd de markt zo onvoorspelbaar dat leveranciers in de winter van 2022-2023 geen energiecontracten met een vaste prijs meer aanboden. In de loop van 2022 kwamen dynamische energiecontracten op. Rond de jaarovergang 2023-2024 werd het rustiger op de energiemarkt, en konden weer goedkope vaste contracten worden afgesloten. Energiemaatschappijen probeerden ook actiever nieuwe klanten te krijgen. Meerjarencontracten kwamen in de lente van 2023 weer op de markt. Eind 2023 adviseerden zowel de ACM als de Vastelastenbond aan Nederlandse consumenten om weer een vast contract af te sluiten, aangezien het prijsplafond voor energie afliep. Dit deden veel huishoudens, die daardoor honderden euro's te veel betaalden, doordat de prijzen voor stroom en gas sindsdien daalden door een milde winter en volle gasopslagen.

## Zonnepanelen
Het is wettelijk toegestaan voor energieaanbieders om onderscheid te maken tussen huishoudens met en zonder zonnepanelen. Vanaf 2023 doen ze dat steeds vaker, onder meer door de salderingsregeling. Consumenten met zonnepanelen krijgen vaak een lagere korting bij het afsluiten van een vast contract, betalen meer, en kunnen daardoor voor zo'n overeenkomst bij steeds minder bedrijven terecht, en krijgen vaker te maken met terugleverkosten. Ook krijgen ze moeilijker een meerjarencontract; als ze meer opwekken dan verbruiken zelfs helemaal niet. Voor huishoudens met zonnepanelen is het sowieso ingewikkelder om de verschillende contractopties op een rij te zetten.